# ادگار برنهارت
ادگار برنهارت (انگلیسی: Edgar Bernhardt؛ زادهٔ ۳۰ مارس ۱۹۸۶) بازیکن فوتبال اهل آلمان است.
از باشگاه‌هایی که در آن بازی کرده‌است می‌توان به باشگاه فوتبال امن، باشگاه فوتبال ویدزف ووچ، باشگاه فوتبال واسان پالوسئورا، باشگاه فوتبال یارو، و باشگاه فوتبال اسنابروک اشاره کرد.
وی همچنین در تیم ملی فوتبال قرقیزستان بازی کرده‌است.